# Felsőegerszeg
Felsőegerszeg ist eine ungarische Gemeinde im Kreis Hegyhát im Komitat Baranya.

## Geografische Lage
Felsőegerszeg liegt zwei Kilometer östlich der Stadt Sásd. Die Nachbargemeinde Varga befindet sich ein Kilometer südöstlich des Ortes.

## Sehenswürdigkeiten
- Madonnenstatue (Áldott Madonna) aus Carrara-Marmor, erschaffen von Gyula Bocz
- Römisch-katholische Kirche Kisboldogasszony, erbaut 2000

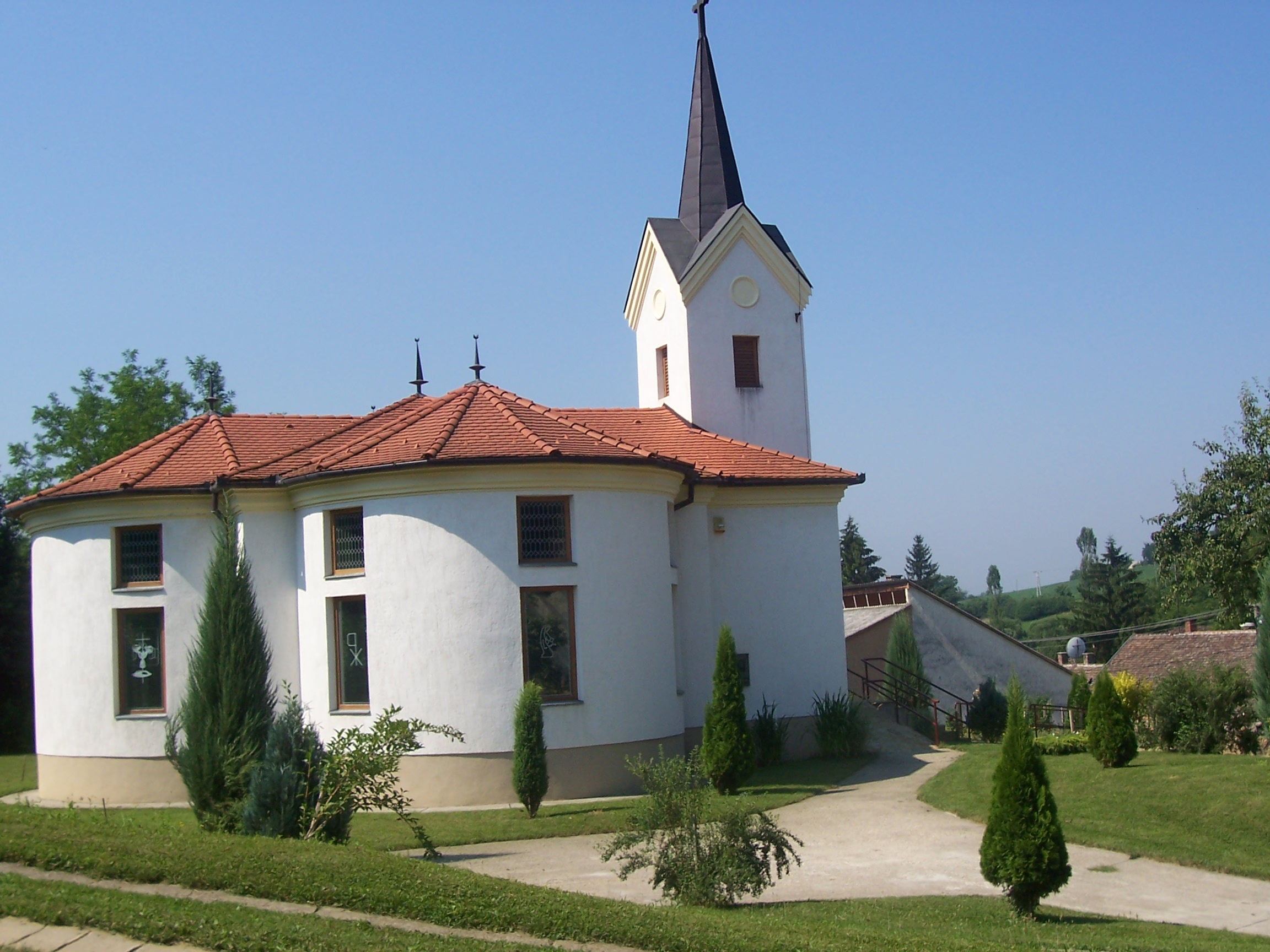
Röm.-kath. Kirche Kisboldogasszony
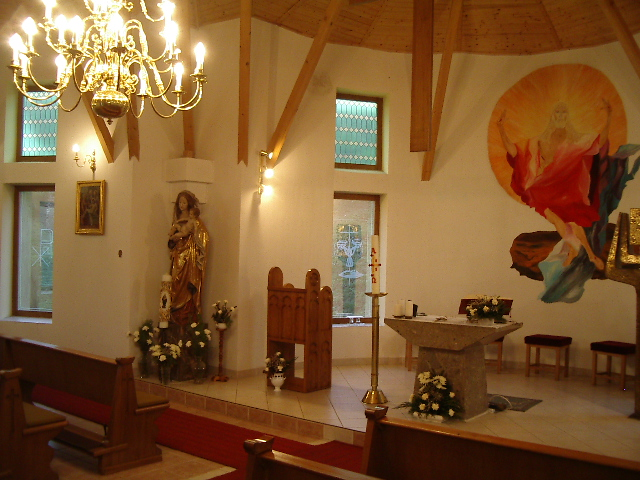
Innenraum der Kirche
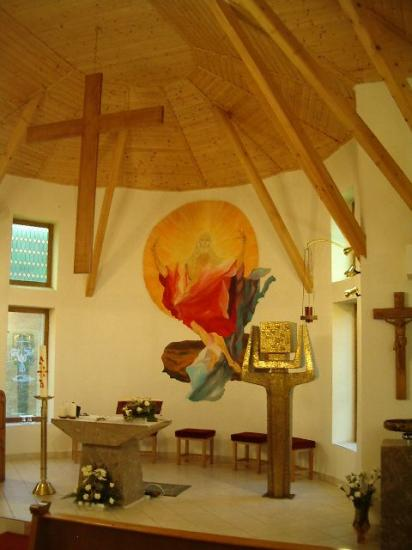
Altarbild

## Verkehr
Felsőegerszeg ist nur über die Nebenstraße Nr. 65191 zu erreichen. Der nächstgelegene Bahnhof befindet sich in Sásd.